# Weissia breutelii
Weissia breutelii är en bladmossart som beskrevs av C. Müller 1849. Weissia breutelii ingår i släktet krusmossor, och familjen Pottiaceae. Inga underarter finns listade i Catalogue of Life.